# خمكار (قلعة خواجة)
خمكار (بالفارسية: خمکار) هي منطقة سكنية تقع في إيران في قسم قلعة خواجة الريفي. يقدر عدد سكانها بـ 42 نسمة بحسب إحصاء 2016.